# Ballantrae
Pour le roman de Stevenson, voir Le Maître de Ballantrae.
Ballantrae est un village du sud-ouest de l'Écosse, dans le South Ayrshire.